# U.S. Route 322
Pour les articles homonymes, voir Route 322.
La U.S. Route 322 (US 322) est une US Route auxiliaire de la US 22 parcourant l'Ohio, la Pennsylvanie et le New Jersey. Elle parcourt 494 miles (795 km) entre Cleveland, Ohio et Atlantic City, New Jersey.

## Description du tracé
|       | mi     | km  |
| ----- | ------ | --- |
| OH    | 62,00  | 99  |
| PA    | 370,00 | 595 |
| NJ    | 62,00  | 99  |
| Total | 494,00 | 793 |

### Ohio
La US 322 débute à l'intersection entre Superior Avenue et East Roadway à Public Square dans le centre-ville de Cleveland. À l'est de Public Square, elle forme un multiplex avec la US 6 sur Superior Avenue. Elle bifurque ensuite sur 13th Street puis sur Chester Avenue. À University Circle, la US 322 forme un bref multiplex avec la US 20 et traverse le campus de la Case Western Reserve University. Le multiplex prend fin à l'est de University Circle, où la US 322 se dirige vers le sud et devient Mayfield Road. Elle entre dans les banlieues est de Cleveland que sont Cleveland Heights, South Euclid, Lyndhurst, Mayfield Heights et Gates Mills. Elle continue ensuite vers l'est et passe par Chesterland et Orwell avant d'atteindre la frontière avec la Pennsylvanie au sud de Pymatuning Reservoir.

### Pennsylvanie
La US 322 entre en Pennsylvanie à West Shenango Township. À partir de là, la route se dirige vers le sud-est jusqu'à Jamestown puis vers le nord-est jusqu'à Conneaut Lake. Là, elle rencontre la US 6 et forme un multiplex avec celle-ci jusqu'à Meadville. Elle se dirige ensuite vers le sud-est et passe par Franklin et Clarion avant d'être parallèle à l'I-80. Elle passe par Brookville, Sandy, Clearfield et Philipsburg. À Port Matilda, elle rejoint l'I-99 / US 220 jusqu'à State College. Elle quitte State College et se dirige vers le sud jusqu'à Lewistown.
À Lewistown, elle débute un multiplex avec la US 22. Le multiplex mène la US 322 jusqu'à Harrisburg en longeant le fleuve Susquehanna. À Harrisburg, elle rejoint l'I-81 puis l'I-83. À l'est de la ville, elle quitte l'autoroute pour se diriger vers l'est puis le sud-est. Elle passe par Hummelstown, Campbelltown, Cornwall, Ephrata, Downingtown et West Chester. Là, elle rejoint la US 202 jusqu'aux environs de Chester Heights où elle rejoint la US 1 sur une courte distance. Elle se dirige ensuite vers le sud-est, rejoint l'I-95 et la quitte à Chester. Elle se dirige vers le sud-est et atteint la rive du fleuve Delaware, marquant la frontière avec le New Jersey.

### New Jersey
La US 322 entre au New Jersey via le Pont Commodore Barry. Elle se dirige vers le sud-est et atteint Mullica Hill. Elle poursuit ensuite vers le sud-est jusqu'à Glassboro, où elle traverse la Rowan University. Elle continue vers le sud jusqu'à Williamstown et Folsom. Près de Mays Landing, la US 40 rejoint la US 322 et les routes forment un multiplex jusqu'à leur terminus est qu'elles partagent, avec Atlantic Avenue et Pacific Avenue à Atlantic City.

## Intersections majeures
Ohio
 US 6 / US 20 / Public Square à Cleveland. La US 6 / US 322 forment un multiplex dans la ville.
 I-90 à Cleveland
 US 20 à Cleveland. Les routes forment un multiplex dans la ville.
 I-271 à Mayfield Heights
Pennsylvanie
 US 6 à Conneaut Lake. Les routes forment un multiplex jusqu'à Meadville.
 US 19 près de Fredericksburg. Les routes forment un multiplex jusqu'à Meadville.
 I-79 à Fredericksburg
 US 62 à Franklin. Les routes forment un multiplex dans la ville.
 I-80 près de Corsica
 US 119 près de Sandy
 US 219 près de Sandy. Les routes forment un multiplex jusqu'à Luthersburg.
 I-99 / US 220 près de Port Matilda. Les routes forment un multiplex jusqu'à l'ouest de Houserville.
 US 22 / US 522 à Highland Park. La US 22 / US 322 forment un multiplex jusqu'à Harrisburg. La US 322 / US 522 forment un multiplex jusqu'à Lewistown.
 US 11 / US 15 près de Duncannon
 I-81 à Harrisburg. Les routes forment un multiplex dans la ville.
 I-83 près de Harrisburg. Les routes forment un multiplex jusqu'à l'ouest de Lawnton.
 US 22 près de Harrisburg
 US 422 à Hershey
 US 222 près d'Ephrata
 US 30 près de Downingtown
 US 202 près de West Chester. Les routes forment un multiplex jusqu'à l'ouest de Concordville.
 US 1 près de Concordville. Les routes forment un multiplex jusqu'à Concordville.
 I-95 à Chester. Les routes forment un multiplex dans la ville.
 US 13 à Chester
New Jersey
 US 130 à Bridgeport
 I-295 à Bridgeport
 N.J. Turnpike près de Swedesboro
 US 40 à McKee City. Les routes forment un multiplex jusqu'à Atlantic City.
 G.S. Parkway à Egg Harbor
 US 9 à Pleasantville
Atlantic Avenue / Pacific Avenue à Atlantic City